# Юрген Кененкамп
Юрген Кененкамп (нім. Jürgen Könenkamp; 14 серпня 1913, Данциг — 25 липня 1943, Середземне море) — німецький офіцер-підводник, капітан-лейтенант крігсмаріне.

## Біографія
В серпні 1932 року пройшов курс підводника. З травня 1938 року служив на лінкора «Сілезія». В квітні-вересні 1940 року пройшов курс підводника. З 30 вересня 1940 по 19 травня 1941 року — командир підводного човна U-14, з 19 липня 1941 року — U-375, на якому здійснив 10 походів (разом 278 днів у морі). 25 липня 1943 року U-375 і всі 46 членів екіпажу зникли безвісти в Середземному морі.
Всього за час бойових дій потопив 9 кораблів загальною водотоннажністю 17 378 тонн і пошкодив 1 корабель водотоннажністю 2650 тонн.
| Дата           | Назва корабля                          | Тип                 | Тоннаж | Вантаж                                                                        | Екіпаж | Загинули | Країна             | Конвой  |
| -------------- | -------------------------------------- | ------------------- | ------ | ----------------------------------------------------------------------------- | ------ | -------- | ------------------ | ------- |
| 6 липня 1942   | Hero                                   | Торговий пароплав   | 1,376  | Баласт                                                                        | 43     | 30       | Норвегія           |         |
| 30 липня 1942  | Amina                                  | Вітрильник          | 87     |                                                                               | ?      | ?        | Єгипет             |         |
| 30 липня 1942  | Ikbal                                  | Вітрильник          | 176    | Генеральні вантажі                                                            | 11     | 0        | Єгипет             |         |
| 26 серпня 1942 | Empire Kumari (невиправно пошкоджений) | Торговий пароплав   | 6,288  | 450 тонн упакованого калію                                                    | 92     | 3        | Британська імперія | LW-38   |
| 3 вересня 1942 | Turkian                                | Вітрильник          | 113    | Генеральні вантажі                                                            | 19     | 0        | Єгипет             |         |
| 3 вересня 1942 | Miriam                                 | Вітрильник          | 38     | Продукти харчування                                                           | ?      | 0        | Палестина          |         |
| 3 вересня 1942 | Arnon                                  | Торговий пароплав   | 558    | Військові матеріали                                                           | ?      | 0        | Палестина          |         |
| 6 вересня 1942 | Salina                                 | Вітрильник          | 108    | Продукти харчування                                                           | ?      | 0        | Палестина          |         |
| 1 грудня 1942  | HMS Manxman (M70) (пошкоджений)        | Мінний загороджувач | 2,650  |                                                                               | ?      | ?        | Британська імперія |         |
| 4 липня 1943   | St. Essylt                             | Торговий теплохід   | 5,634  | 322 військовослужбовці, 900 тонн військових запасів і 2 десантні катери (LCM) | 401    | 4        | Британська імперія | KMS-18B |

## Звання
- Морський кадет (4 листопада 1932)
- Оберфенріх-цур-зее (1 вересня 1935)
- Лейтенант-цур-зее (1 січня 1936)
- Оберлейтенант-цур-зее (1 жовтня 1937)
- Капітан-лейтенант (1 квітня 1940)

## Нагороди
- Медаль «За вислугу років у Вермахті» 4-го класу (4 роки)